# Asarum ikegamii
Asarum ikegamii là một loài thực vật có hoa trong họ Aristolochiaceae. Loài này được (F.Maek. ex Y.Maek.) T.Sugaw. mô tả khoa học đầu tiên năm 1998.